# Mrzenci
Mrzenci (macedónul: Мрзенци) település Észak-Macedóniában, a Délkeleti körzet Gyevgyelijai járásában.

## Népesség
| Lakosok száma | 336  | 345  | 360  | 379  | 444  | 478  | 480  | 461  | 525  |
|               | 1948 | 1953 | 1961 | 1971 | 1981 | 1991 | 1994 | 2002 | 2021 |

2002-ben 461 lakosa volt, akik közül 458 macedón, 1 szerb, 1 valch és 1 egyéb nemzetiségű.